# 梶原四郎
梶原 四郎（かじわら しろう、1933年9月22日 - ）は、元NHKエグゼクティブアナウンサー。
早稲田大学卒業。

## 人物
1956年入局。主に報道番組を担当し、NHKの夜のニュースなどで活躍した。1990年役職定年により退職。退職後はフリーとして梶原四郎のトップインタビュー、皇室の盆栽などに出演。

## 過去の担当番組

### NHK時代
- 架空実況放送「松の廊下」[2]
- 現代の映像（ナレーション）[3]
- NHK特集（ナレーション）
- NHKニュース (正午)（1970年代〜1980年代頃）
- NHKニュース (午後7時)
  - 金曜 1977年4月 - 1982年3月
  - 土日曜 1977年4月 - 1985年3月
- 黄金の日日（ナレーション 1978年）
- NHKニュースワイド（1980年4月 - ）
- 新・サラリーマンライフ（キャスター）
- ビジネスウィークリー（キャスター）
- 日曜インタビュー
- 昭和天皇崩御特別報道番組メインキャスター（元号発表前より 1989年1月7日）

### フリー後
- 梶原四郎のトップインタビュー（ラジオたんぱ 1998年）
- 皇室の盆栽（DVD全2巻、ポニーキャニオン、演出・出演 1998年）